# Urgeschichtliches Museum Blaubeuren
Das Urgeschichtliche Museum Blaubeuren (URMU) ist ein Zweigmuseum des Archäologischen Landesmuseums Baden-Württemberg mit dem Schwerpunkt der Altsteinzeit, Informationszentrum für das UNESCO-Welterbe Höhlen und Eiszeitkunst der Schwäbischen Alb, Forschungszentrum der Universität Tübingen und Informationsstelle für den UNESCO-Geopark Schwäbische Alb.

## Geografische Lage
Das Urgeschichtliche Museum Blaubeuren befindet sich in Blaubeuren im Gebäude des ehemaligen städtischen Heilig-Geist-Spitals aus dem 15. Jahrhundert und damit in der Nähe einer ganzen Reihe von Höhlen und Siedlungsplätzen an der Schwäbische Alb, die schon in der Altsteinzeit genutzt wurden.

## Geschichte

### Forschungsgeschichte
Im Blau- und Achtal begann die archäologische Erforschung der Altsteinzeit (Paläolithikum) mit Oscar Fraas (1824–1897) und seinen Grabungen 1871 im Hohler Fels. Fortgeführt wurden die Arbeiten durch Robert Rudolf Schmidt (1882–1950) 1906 mit systematischen Grabungen in der Sirgensteinhöhle. Nach dem Zweiten Weltkrieg führte Gustav Riek (1900–1976) von 1955 bis 1964 zahlreiche Ausgrabungen in der Nähe von Blaubeuren durch, so in der Brillenhöhle von 1955 bis 1963 und 1958 bis 1961 im Hohle Fels samt Helga-Abri. 1959 rückte die Große Grotte unter dem Rusenschloss ins Blickfeld. Das Geißenklösterle als archäologische Fundstelle wurde erst 1957 von Reiner Blumentritt entdeckt, damals sein Schüler.

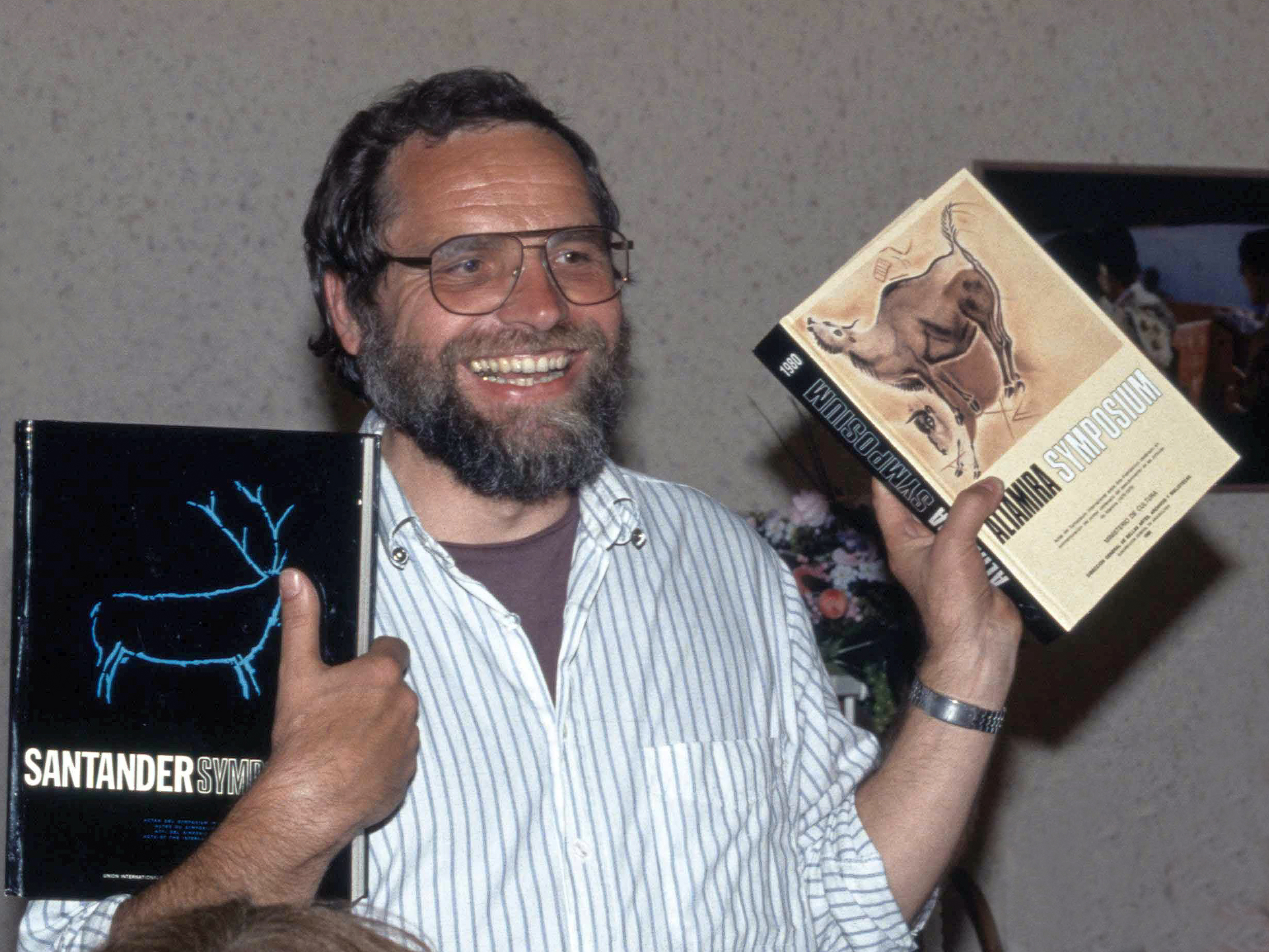
Joachim Hahn (1990)

Joachim Hahn (1942–1997) knüpfte daran an und führte von 1974 bis kurz vor seinem Tod 1997 umfangreiche Grabungen vor allem im Geißenklösterle und im Hohle Fels durch. Hahn veröffentlichte über 100 Schriften, die sich häufig auf seine Arbeit im Achtal bezogen und die internationale Bedeutung der Albhöhlen für das Jungpaläolithikum in europäischer Dimension herausstreichen. Nach Hahns Tod übernahm Nicholas J. Conard (* 1961) mit internationalen Teams die wissenschaftliche Grabungsarbeit im Achtal. Ihm gelangen bedeutende Entdeckungen und Funde, die weltweites Aufsehen erregten. Claus-Joachim Kind (* 1953) nahm 1987 und 1996 noch einmal Grabungen am Kogelstein vor und 2008 bis 2013 im Hohlenstein im Lonetal, die letztlich zur Neubewertung des Löwenmenschen führten, der seinen Platz im Museum Ulm fand. Diese Aktivitäten über einen Zeitraum von mehr als 150 Jahren trugen zu einem Gesamtbild der Eiszeit und Altsteinzeit bei, das heute im Urgeschichtliche Museum Blaubeuren umfassend präsentiert wird.

### Museumsgeschichte
1965 gründete Stadt Blaubeuren das Museum in einem Raum des Heilig-Geist-Spitals – damals städtisches Altersheim. Rüstige Rentner der Einrichtung stellten die Museumsaufsicht.
Mehrfach wurde das Angebot des Museums erweitert, erstmals 1970, nun auf drei Räume. In dieser Zeit kam auch ein Vertrag zwischen der Universität Tübingen und der Stadt zustande, die das Museum zu einem „Forschungsmuseum“ aufwertete. Zwischen 1979 und 1984 wurde die Dauerausstellung erweitert, 2002 um Sonderausstellungsräume und die Galerie 40tausend Jahre Kunst, zuletzt wurde die Ausstellung 2009 aktualisiert und komplett umgebaut.
Im Juli 2004 wurde das Urgeschichtliche Museum Blaubeuren Infostelle des UNESCO Geoparks Schwäbische Alb, 2005 ging die Trägerschaft des Museums auf die Stiftung Urgeschichtliches Museum & Galerie 40tausend Jahre Kunst Blaubeuren über. Seit 2012 ist das Museum ein Zweigmuseum des Archäologischen Landesmuseums Baden-Württemberg in Konstanz.
2014 erhielt das Urgeschichtliche Museum Blaubeuren ein neues Konzept, die Ausstellung wurde erweitert, wofür nun das gesamte historische Gebäude zur Verfügung stand. Umbau und Neugestaltung kosteten 7,7 Mio. Euro. Die Sanierung des Gebäudes erhielt den Deutschen Fachwerkpreis 2015. Die Galerie wurde zu einer Schatzkammer der Eiszeitkunst umgestaltet. Das Museum verdoppelte die Ausstellungsfläche und nutzte das ehemalige Heilig-Geist-Spital nun vollständig für die Ausstellung, Räume für Forschung und Pädagogik wurden in benachbarten Gebäuden untergebracht.
2017 erkannte die UNESCO die Höhlen und Eiszeitkunst der Schwäbischen Alb als Weltkulturerbe an. Das Land Baden-Württemberg gab dem Museum die Funktion des Informationszentrums für das Welterbe.

## Ausstellung

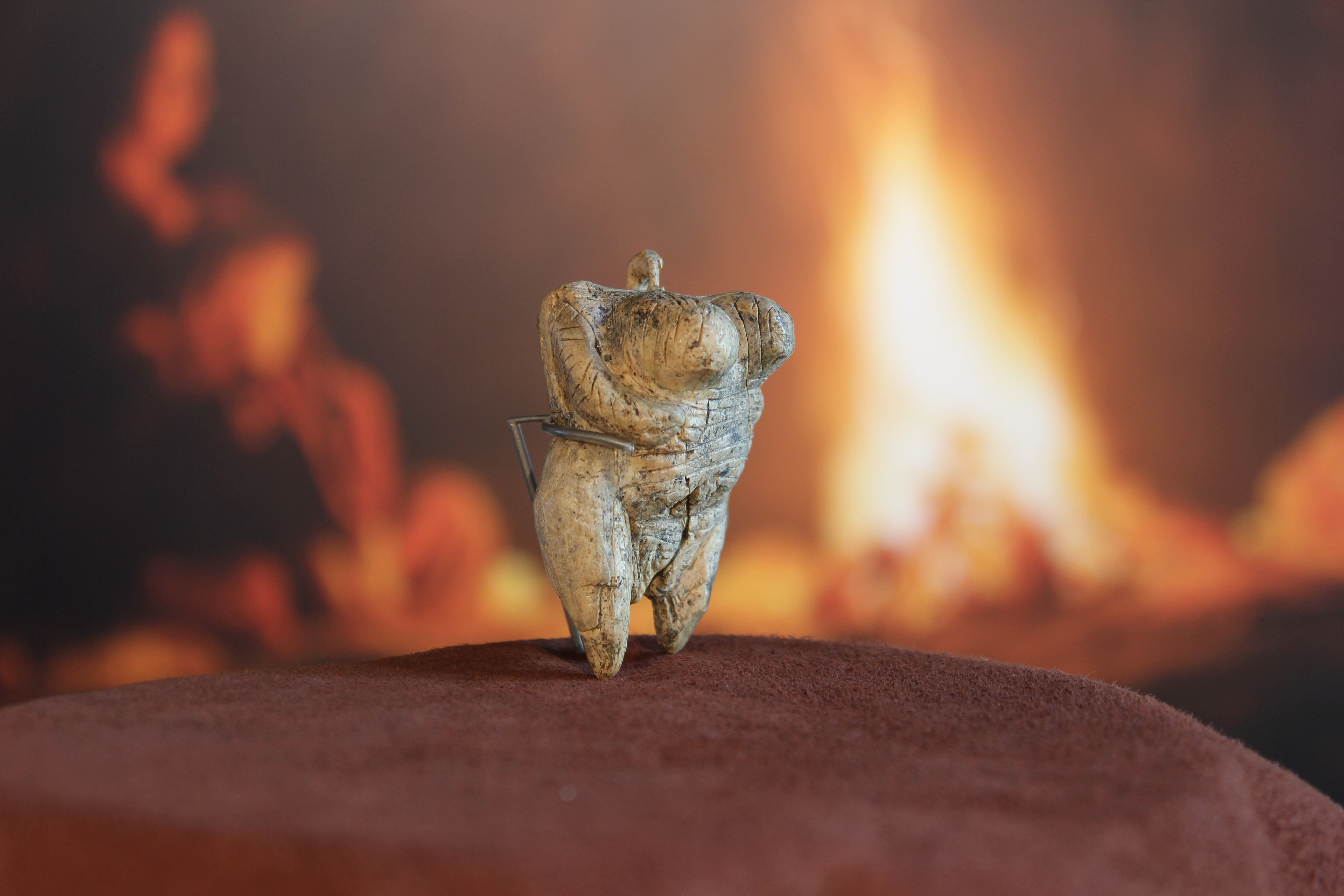
Venus vom Hohle Fels, ca. 40 000 Jahre alt.

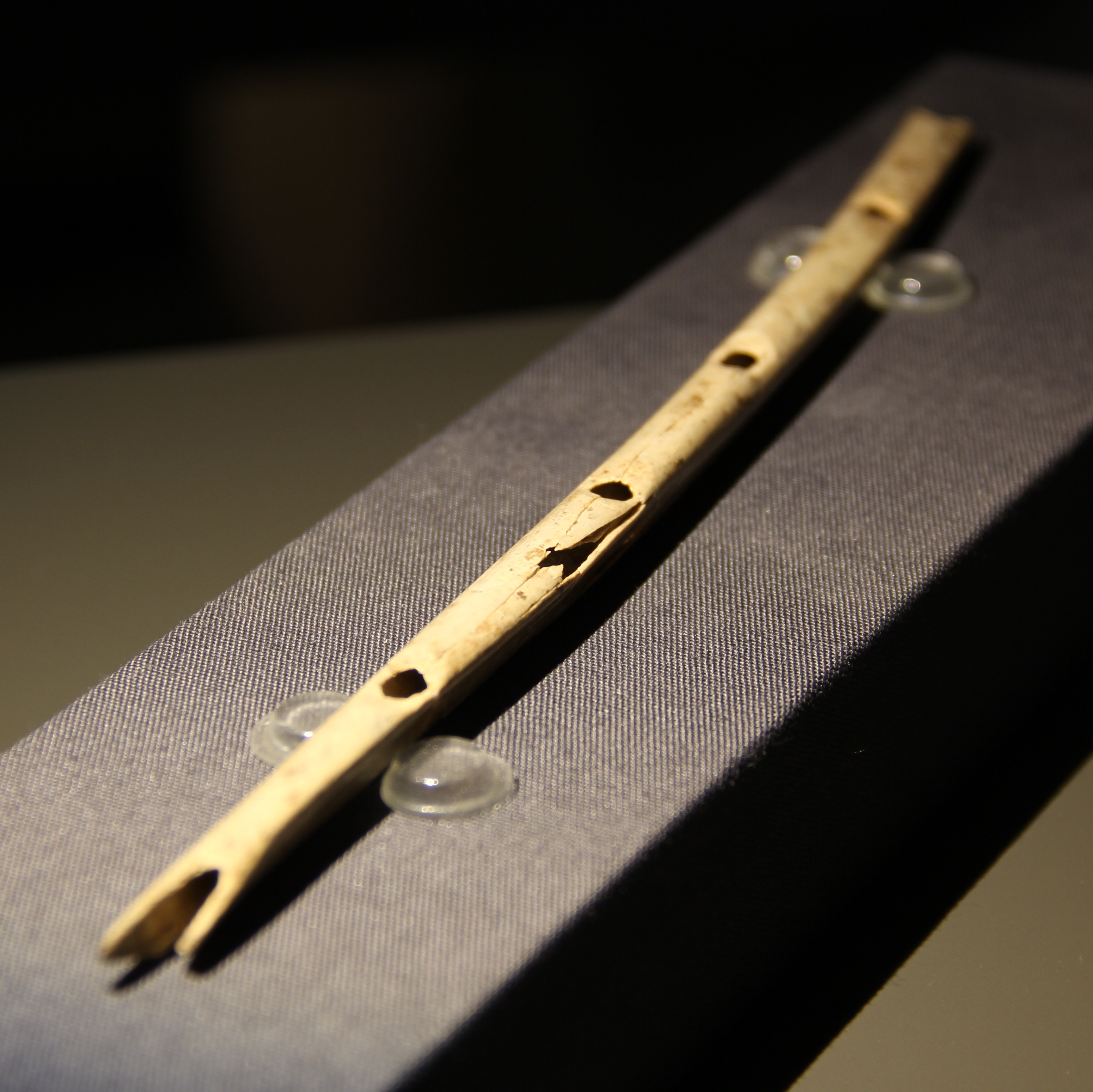
Gänsegeierflöte vom Hohle Fels, etwa 40 000 Jahre alt, eines der ältesten bekannten Musikinstrumenten weltweit

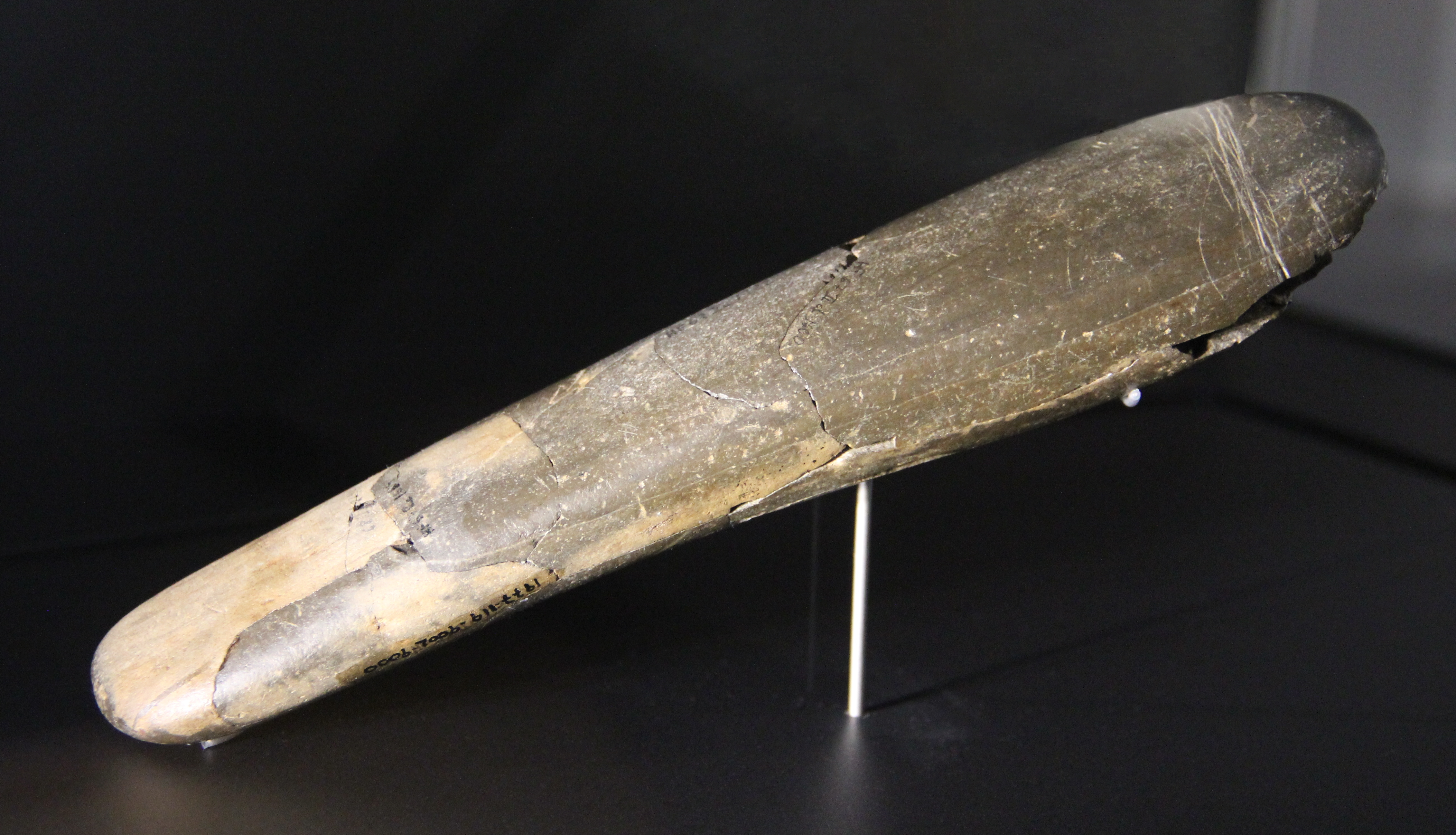
Phallus vom Hohle Fels, etwa 30.000 Jahre alt

### Präsentation
Auf 3000 m³ wird die zentrale Rolle der Schwäbischen Alb bei der Entwicklung des modernen Menschen in Europa aufgezeigt. Die Dauerausstellung umfasst zwei Stockwerke:
- Im Erdgeschoss werden die Besucher in mehreren Räumen mit Experimentierstationen, Medienwänden und taktilem Erleben in die Welt des eiszeitlichen Menschen eingeführt, beginnend beim Neandertaler.[11]
- Im Obergeschoss sind die Themenräume dem ersten Auftreten der Kunst weltweit und dem vermuteten geistigen Hintergrund dieser Artefakte gewidmet. Weiter werden die Umwelt, Fauna und Flora der Schwäbischen Alb in der Altsteinzeit und die regionalen Bedingungen im Eiszeitalter dargestellt.

### Herausragende Funde
- Die Frauenstatuette Venus vom Hohle Fels und
- die deutlich jüngere Venus vom Vogelherd sind im Original ausgestellt.
- Drei relativ vollständige Flöten, zwei vom Geißenklösterle und eine vom Hohle Fels, die zu den ältesten erhaltenen Musikinstrumenten weltweit gehören. Die Eiszeitflöten des Achtals sind im Museum – vermittelt durch Experimentelle Archäologie und Tonaufnahmen mit Nachbauten – in ihrer Verschiedenheit hörbar. Die Unterschiede zwischen den Instrumenten liegen unter anderem im Material begründet: eine Flöte ist aus Schwanenflügelknochen, die zweite aus Gänsegeierknochen, die dritte aus Mammutelfenbein. Insgesamt sind bis zu 24 Flöten oder Bruchstücke davon aus dieser Zeit bekannt (Stand 2016). Die unterschiedlichen Töne werden auf Knochenflöten über eine nicht absolut festgelegte Zahl von Löchern erzeugt. Angeblasen wurden die Flöten vermutlich über den scharfen Schaftrand oder über eine Kerbe. Die Tonfolge beruhte auf der Pentatonik.[12]
- Mammutelfenbeinschnitzereien und Arbeiten aus Stein aus der Brillenhöhle, vom Sirgenstein und weiteren steinzeitlichen Fundstellen der Blaubeurer Region (Gansersfels, Große Grotte beim Rusenschloss, Helga-Abri, Kogelstein, Schmiechenfels) werden im Museum gezeigt. Dazu gehört die älteste Darstellung eines Phallus’, der ebenfalls im Hohle Fels gefunden wurde.

### Sonderausstellungen und Museumspädagogik
Jedes Jahr präsentiert das Museum eine Sonderausstellung zu einem übergeordneten Thema, das Aspekte der Eiszeit beleuchtet. Das Urgeschichtliche Museum Blaubeuren bietet ein vielfältiges museumspädagogisches Programm für Kinder, Jugendliche und Erwachsene.

## Organisation
Träger des Museums ist die Stiftung Urgeschichtliches Museum & Galerie 40tausend Jahre Kunst Blaubeuren. Finanziert wird die Einrichtung aus Stiftungsmitteln und Zuschüssen der Stadt und des Alb-Donau-Kreises.
Das Urgeschichtliche Museum Blaubeuren ist ein Zweigmuseum des Archäologischen Landesmuseum Baden-Württemberg. Geschäftsführende Direktorin ist Stefanie Kölbl, die wissenschaftliche Leitung liegt beim Tübinger Lehrstuhlinhaber für Ältere Urgeschichte und Quartärökologie am Institut für Ur- und Frühgeschichte und Archäologie des Mittelalters der Eberhard Karls Universität Tübingen, derzeit Nicholas J. Conard (Stand: 2023). Damit kann das Museum auf aktuelle Forschung, Museumsfachwissen und konservatorisches Know-how zurückgreifen und landeseigene Originale ausstellen. Durch Vertrag mit dem Land nimmt es die Aufgabe des zentralen Museums für Urgeschichte in Baden-Württemberg wahr.

Begleitet wird die Arbeit des Museums durch einen Förderverein. 